# ASMAR
Pour les articles homonymes, voir Asmar.
Astilleros y Maestranzas de la Armada (sigle : ASMAR, en français « Chantier naval et atelier de la flotte ») est une entreprise de construction navale chilienne. Outre sa mission principale de construction, de réaménagement et d’entretien des navires de la marine chilienne, l’entreprise effectue également la construction et la réparation de navires marchands.

## Historique
L’entreprise a été créée en 1895 et possède des chantiers navals à Valparaíso, Punta Arenas et Talcahuano.
Le chantier naval de Talcahuano est le plus important de la société. Alors que les chantiers navals de Valparaíso, le plus ancien chantier naval de la société, et Punta Arenas, le chantier le plus méridional du monde, sont des chantiers de réparation, le chantier naval de Talcahuano construit également des navires.
Au chantier naval de Valparaíso se trouve une usine de bateaux pneumatiques de la marque PUMAR en versions civiles et militaires.
Le port de Talcahuano et le chantier naval ASMAR ont été touchés le 27 février 2010 par un tsunami majeur provoqué par un tremblement de terre de magnitude 8,8, qui a causé des dégâts à plusieurs millions de personnes.
En décembre 2011, 3403 personnes travaillaient dans les chantiers navals, dont 399 à Valparaíso, 2758 à Talcahuano et 246 à Punta Arenas.

## Galerie de bâtiments construits par ASMAR

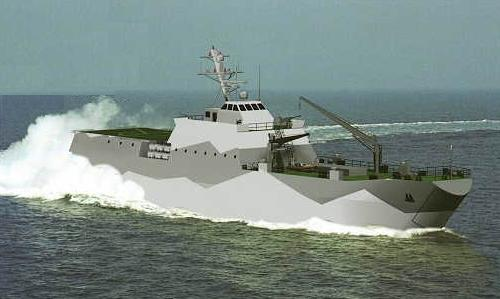
Embarcation de débarquement 78M
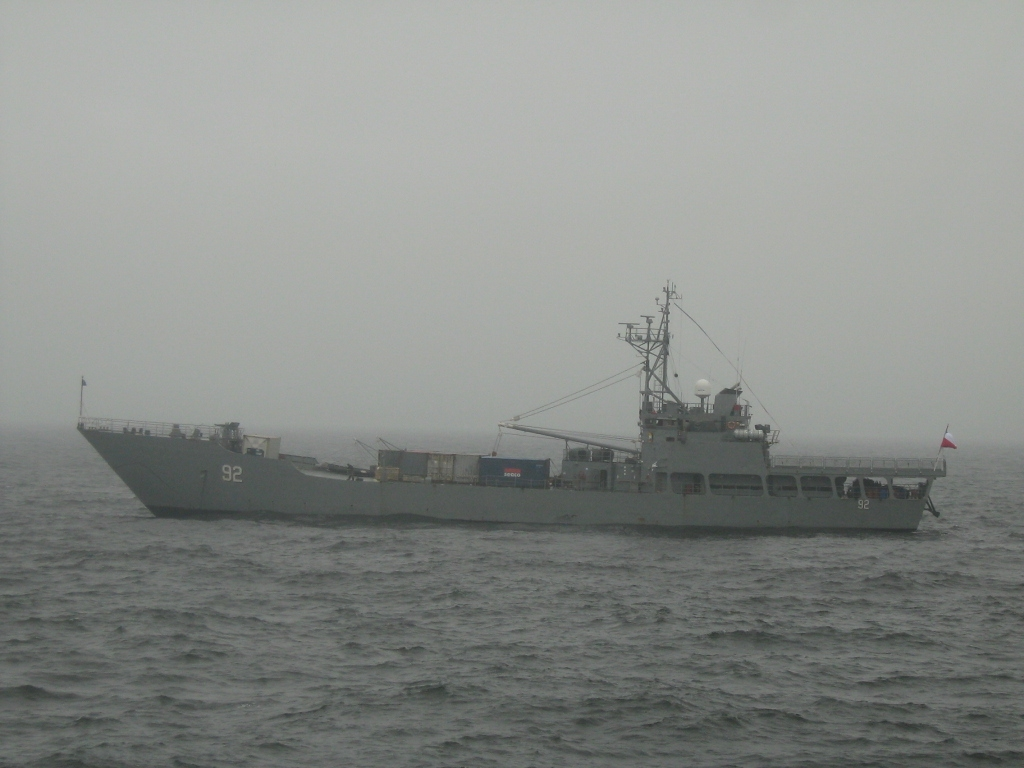
Le LST-92 Rancagua (classe BATRAL) de la marine chilienne, construit par ASMAR, d’après un modèle français.
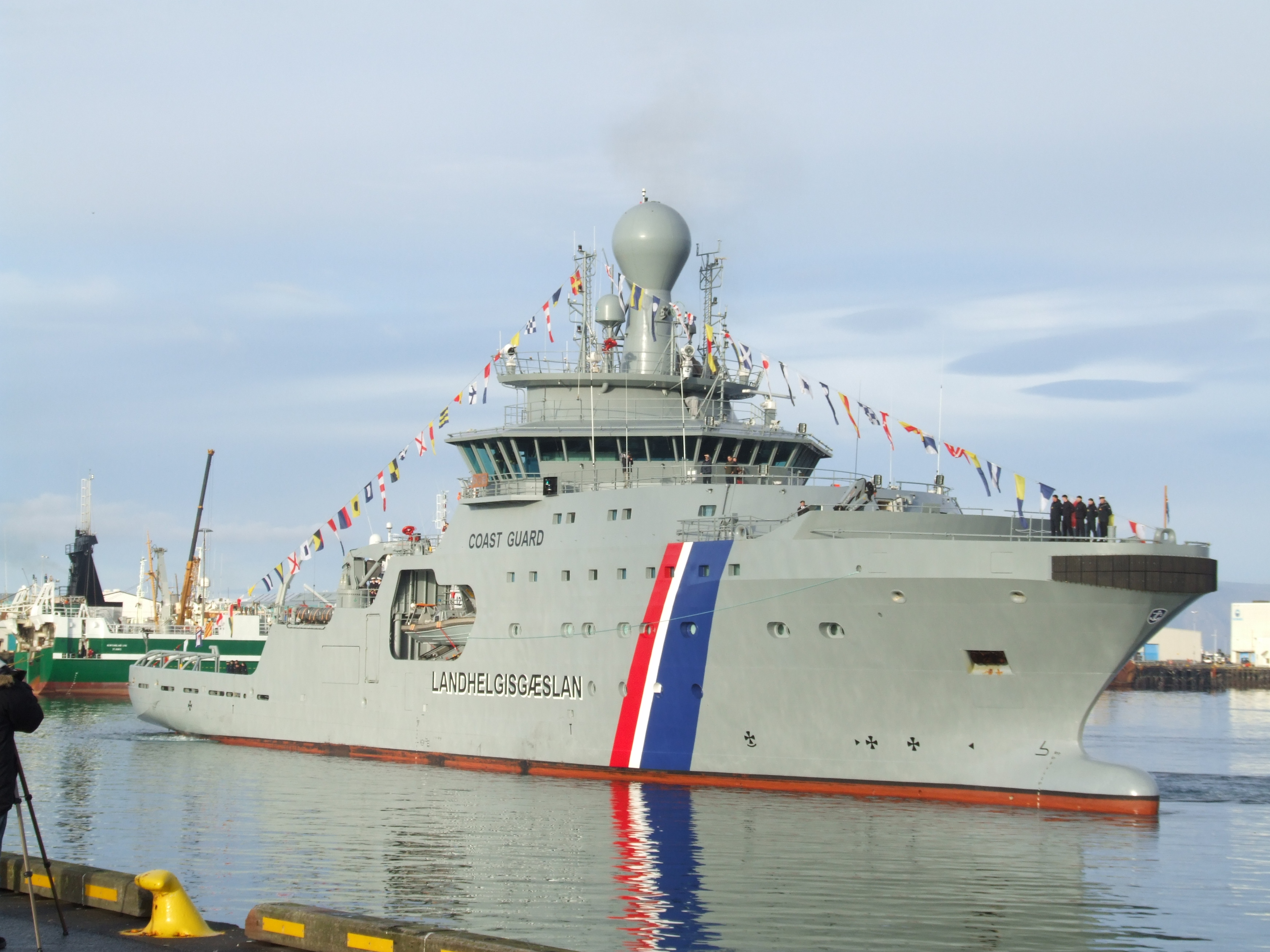
Une construction ASMAR : le Thor, le navire amiral des Garde-côtes d'Islande depuis 2011[8].